# The Barton Mystery (film, 1932)
Pour les articles homonymes, voir The Barton Mystery.

The Barton Mystery est un film britannique de Henry Edwards sorti en 1932, d'après la pièce du même nom de Walter C. Hackett (en).

## Synopsis
Beverly, un maître chanteur détenant des lettres compromettantes, est assassiné. Pour résoudre l'affaire, la justice fait appel à un médium et les soupçons pèsent sur une de ses victimes d'extorsion et est jugé. Pour le sauver, la femme qu'il aime avoue avoir commis le crime. Mais le véritable tueur avoue.

## Fiche technique
- Réalisation : Henry Edwards
- Scénario : Walter C. Hackett (en)
- Format : noir et blanc – 35 mm – 1,37:1 – son monophonique
- Date de sortie : 1er novembre 1932
- Durée : 76 minutes

## Distribution
- Ursula Jeans : Ethel Standish
- Ellis Jeffreys (en) : Lady Marshall
- Lyn Harding : Beverly
- Ian Swinley : Richard Standish
- Wendy Barrie : Phyllis Grey
- Joyce Bland : Helen Barton
- Tom Helmore : Harry Maitland
- O. B. Clarence : Sir Everard Marshall
- Franklyn Bellamy : Gerald Barton
- Wilfred Noy : Griffiths

## Autres adaptations
- 1920 : Harry T. Roberts avait déjà adapté la pièce dans un film muet du même nom. Dans cette première version, l'acteur britannique Lyn Harding jouait déjà le même rôle du maître chanteur visqueux.
- 1949 : Le Mystère Barton, film français de Charles Spaak